# Seznam smutečních hostů na státním pohřbu Václava Havla
Smutečních hostů na státní pohřeb Václava Havla, bývalého československého a českého prezidenta, bylo pozváno Kanceláři prezidenta republiky přibližně jeden tisíc. Celkově se smuteční události zúčastnilo čtyřicet dva státních delegací.
Kromě Havlovy vdovy Dagmar Havlové, bratra Ivana M. Havla, jeho manželky Dagmar Havlové a dalších členů rodiny, se pohřbu zúčastnili současní i bývalí vysocí ústavní činitelé z České republiky a zahraničí. Kancelář prezidenta republiky také rozeslala 316 pozvánek (pro jednu osobu a jednoho člena doprovodu) Havlovým přátelům a členům disentu.
Britský následník trůnu a blízký Havlův přítel korunní princ Charles se pohřbu nezúčastnil, přestože o něj projevil zájem. Estonský prezident Toomas Hendrik Ilves se omluvil pro nemoc.

## Česká politická reprezentace
Kromě prezidenta republiky Václava Klause byli přítomni aktivní i bývalí politici a diplomaté. Obě komory Parlamentu reprezentovalo vedení v čele s předsedou horní komory Milanem Štěchem a předsedkyní dolní komory Miroslavou Němcovou. Přítomni byli všichni členové české vlády v čele s premiérem Petrem Nečasem.
K dalším účastníkům se mimo jiné zařadili předseda Ústavního soudu Pavel Rychetský, eurokomisař pro rozšíření Štefan Füle, bývalí předsedové vlád Jan Fischer a Mirek Topolánek, expředseda Senátu Petr Pithart, bývalí členové vlád Martin Bursík a Ondřej Liška a velvyslanec ve Spojeném království a bývalý Havlův tiskový mluvčí Michael Žantovský.

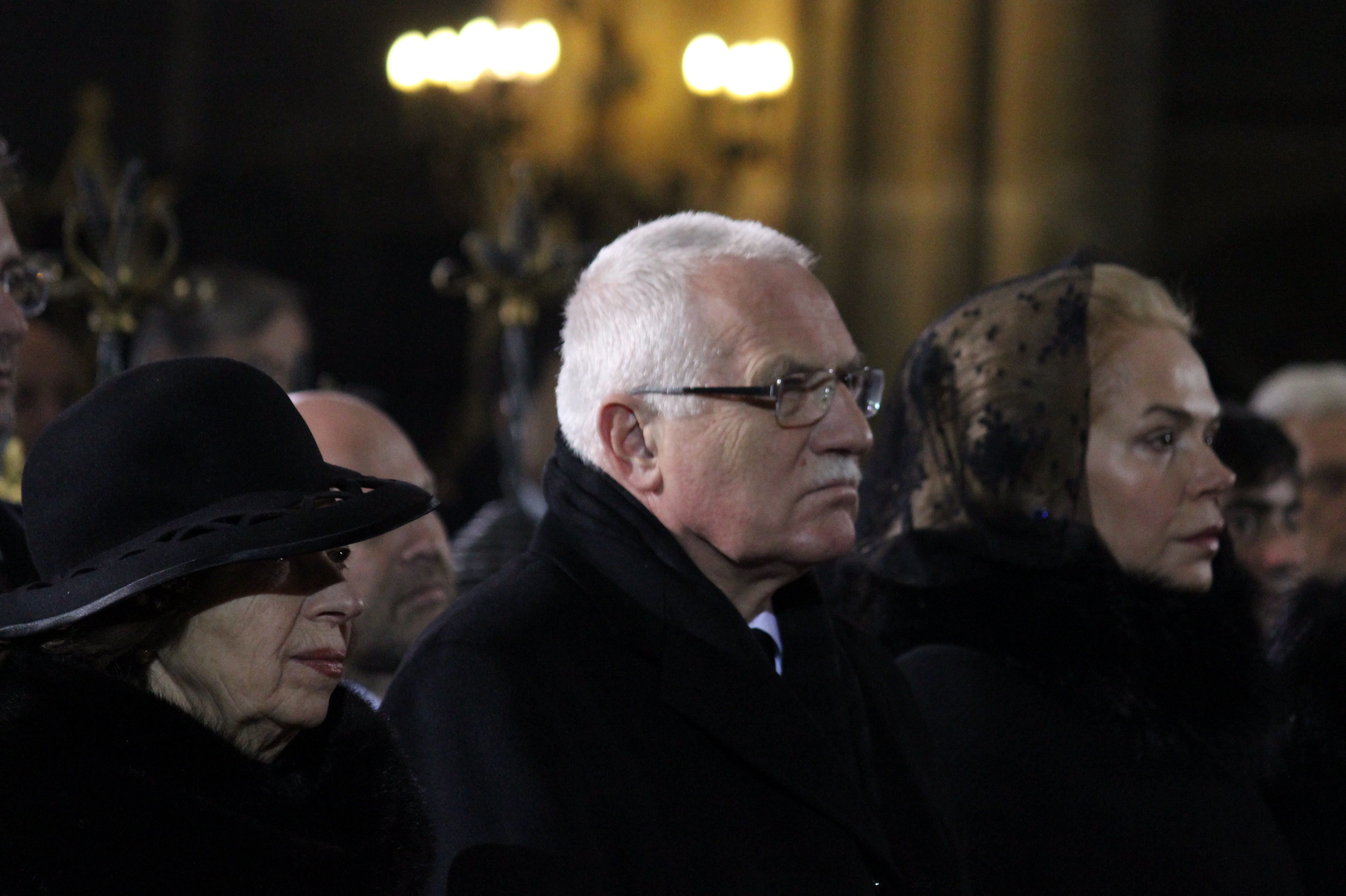
Livia Klausová, Václav Klaus a Dagmar Havlová
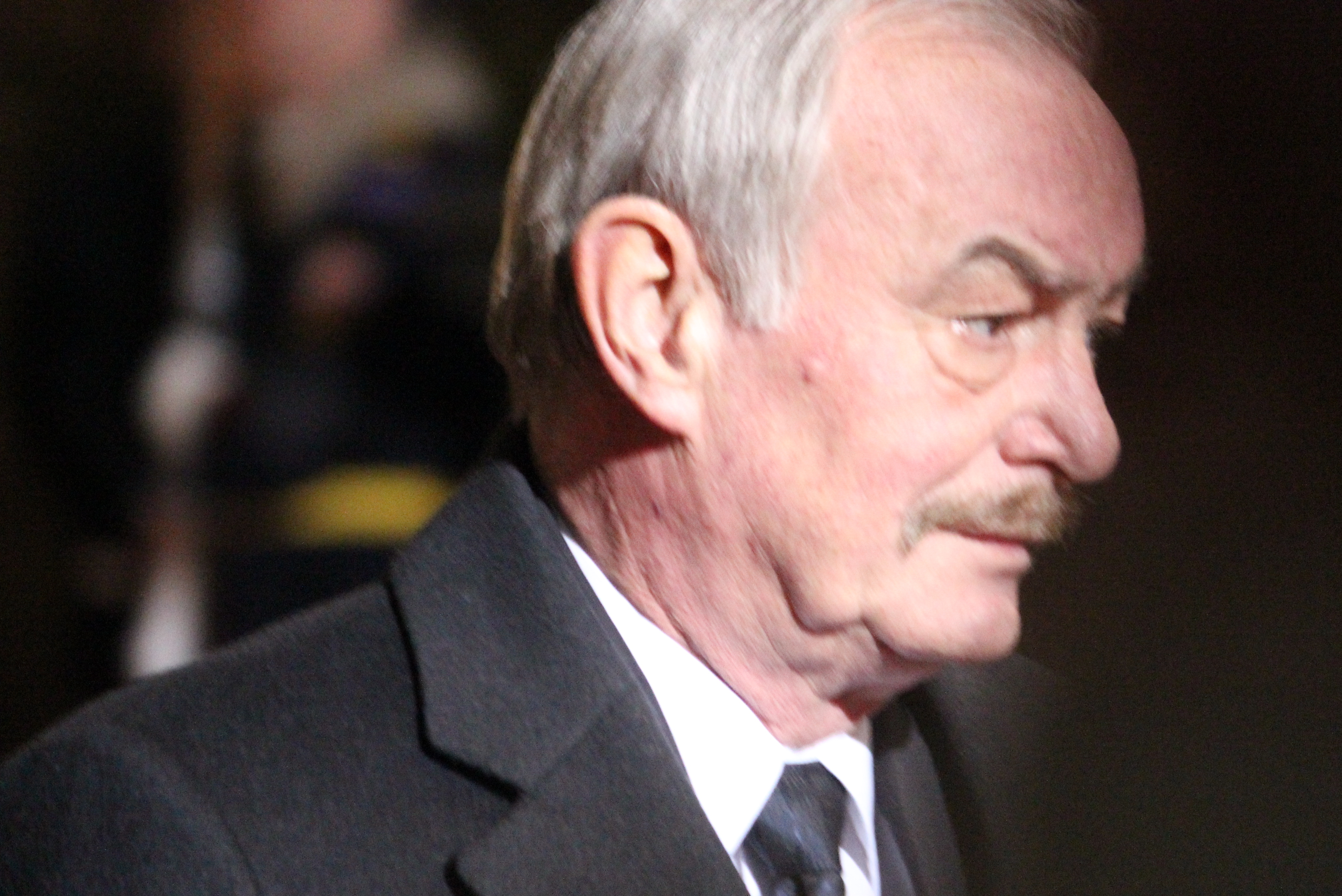
Přemysl Sobotka
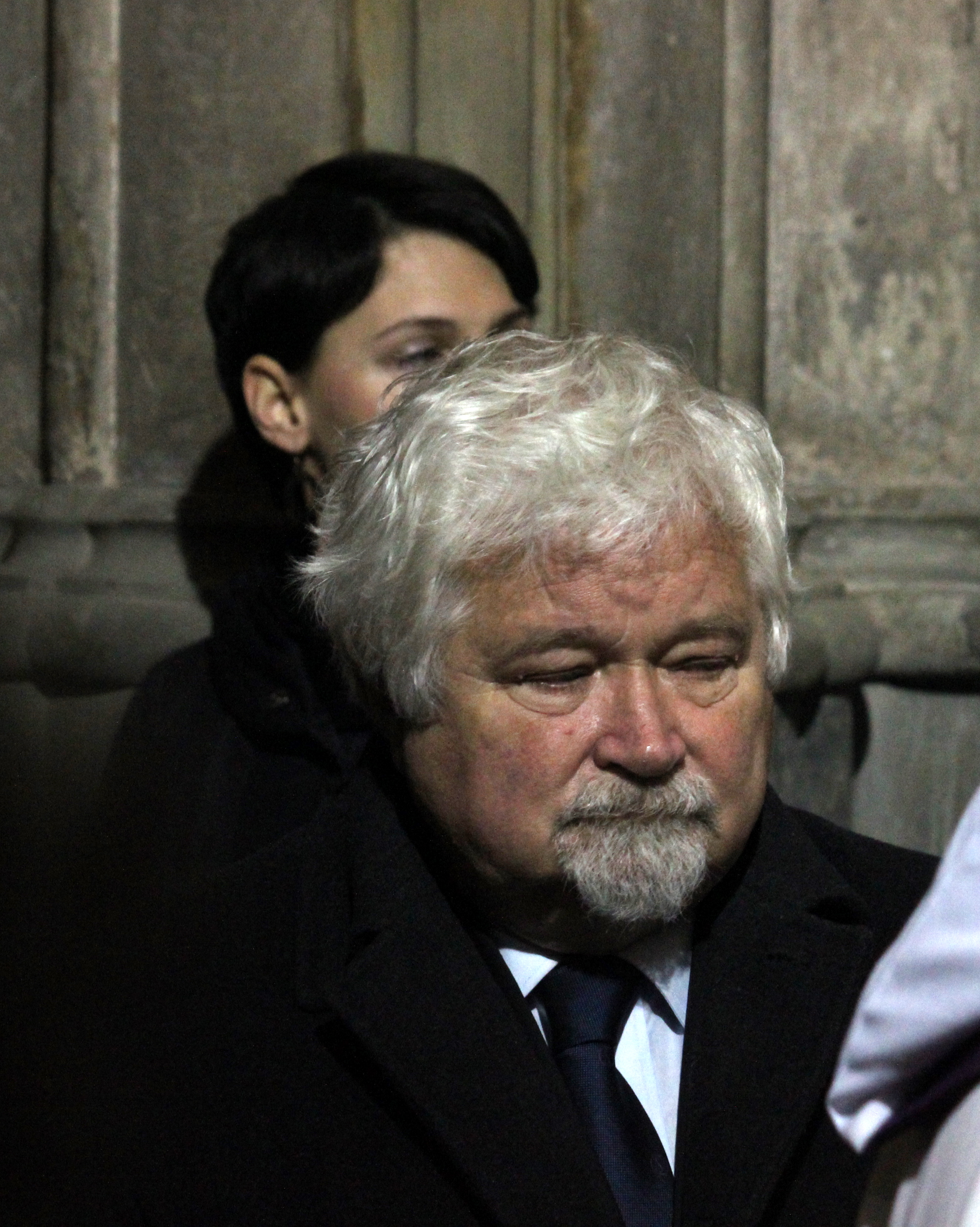
Petr Pithart
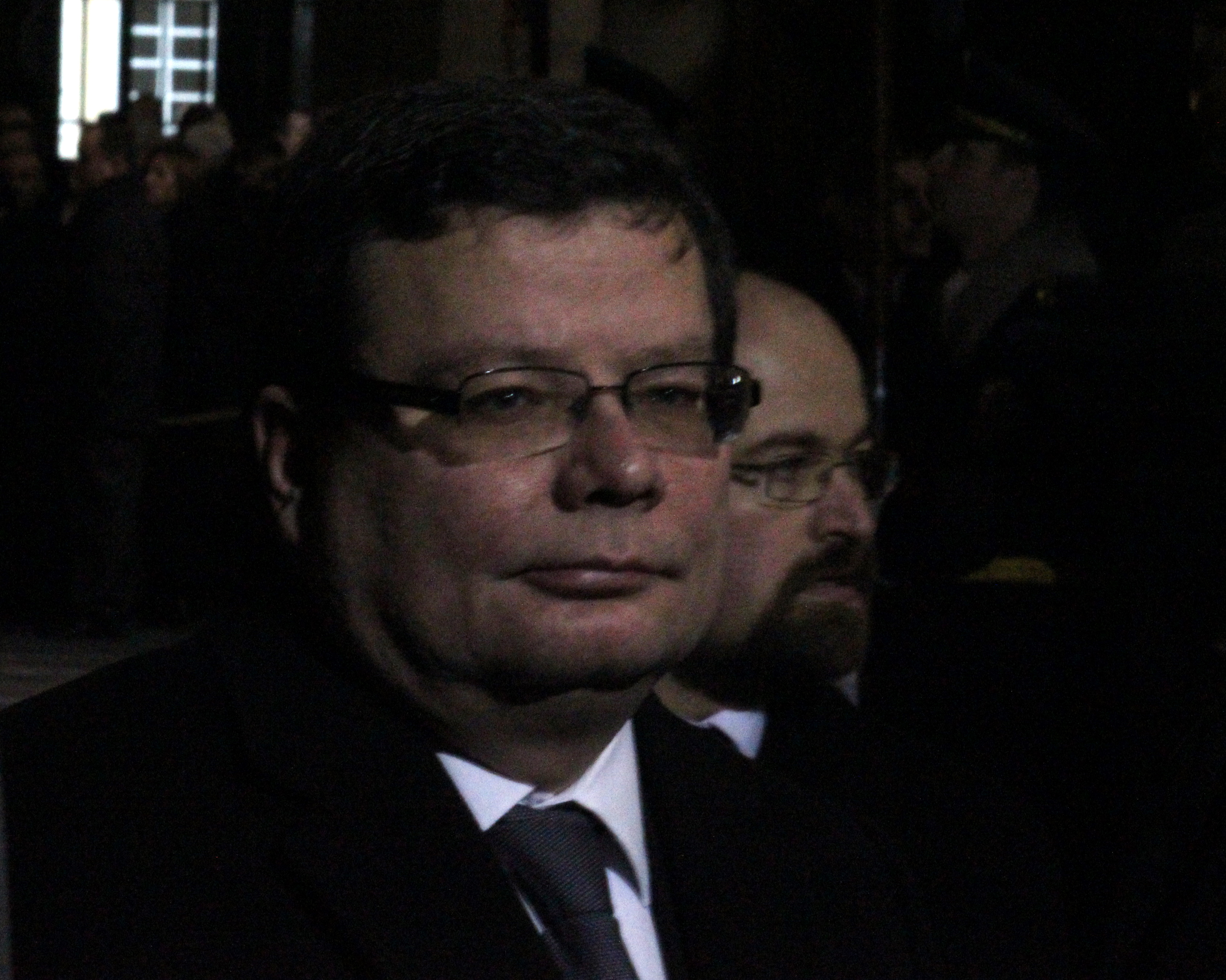
Alexandr Vondra
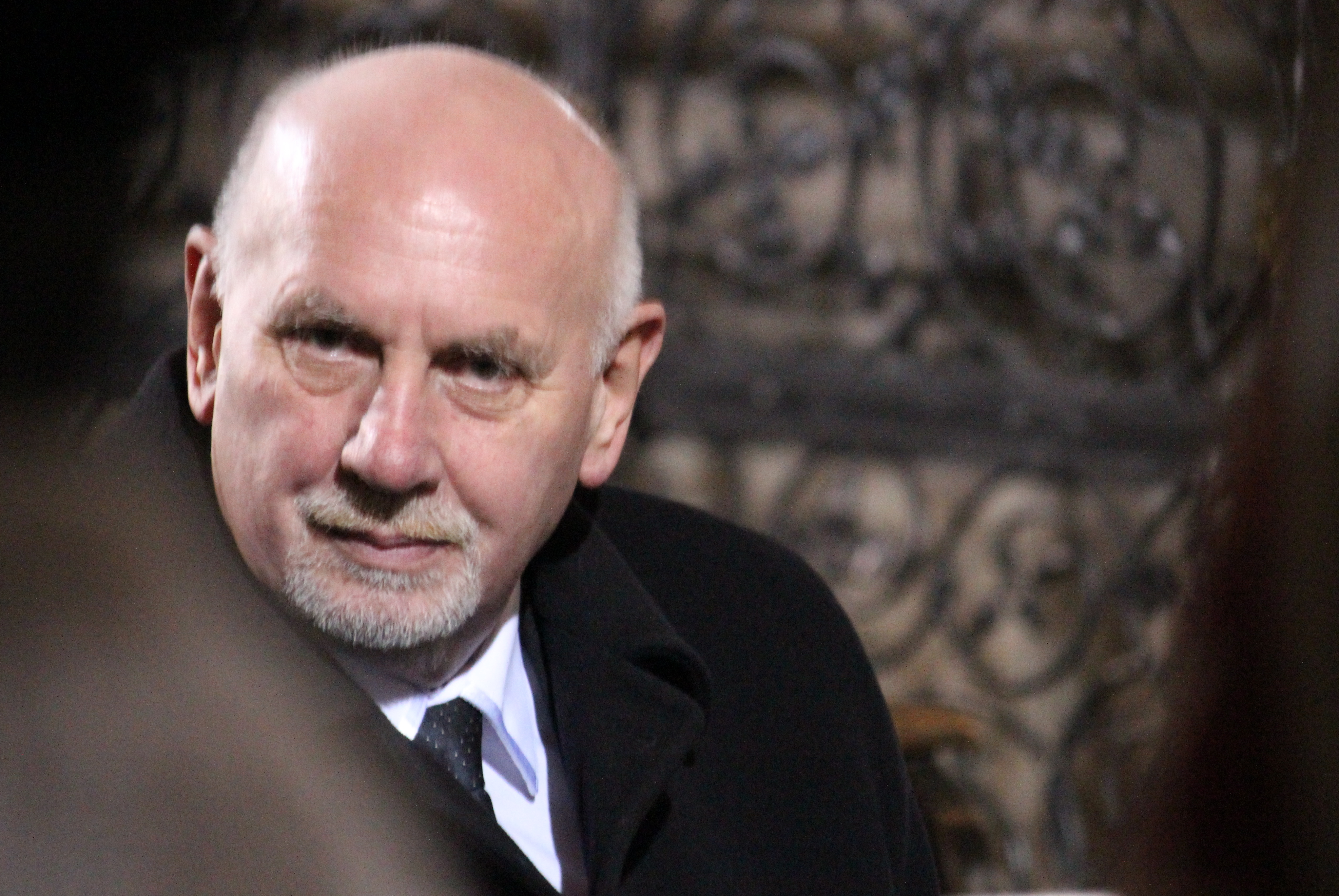
Pavel Rychetský
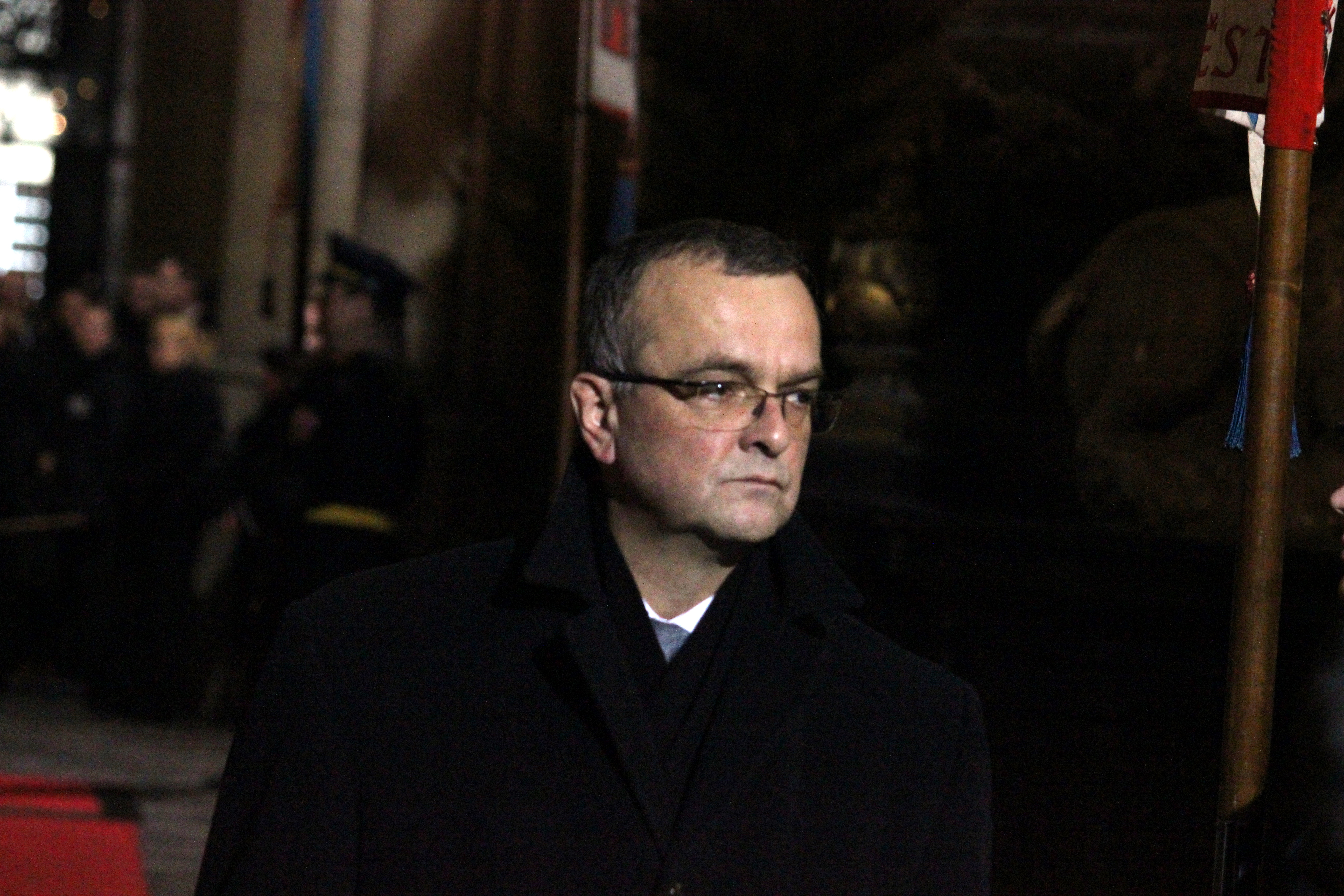
Miroslav Kalousek

## Slovenská politická reprezentace

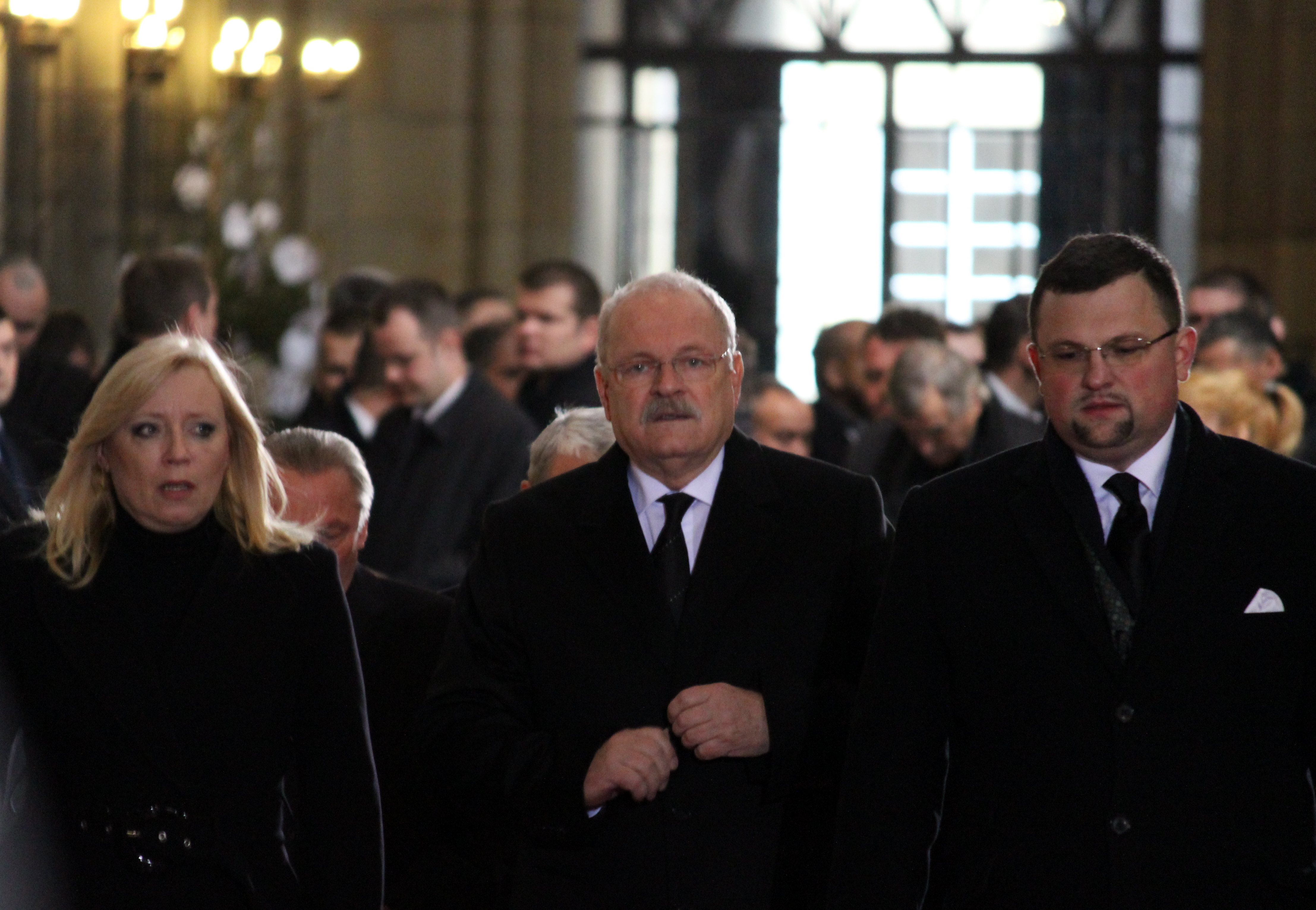
Iveta Radičová a Ivan Gašparovič (ve středu)

Václav Havel byl poslední prezident společného státu Čechů a Slováků, České a Slovenské Federativní Republiky, po jehož zániku se jedním z nástupnických států v roce 1993 stala Slovenská republika. Slovenská politická reprezentace tak byla na státním pohřbu, spolu s českou, nejpočetněji zastoupena.
- Ivan Gašparovič – prezident Slovenska
- Rudolf Schuster – bývalý prezident Slovenska
- Iveta Radičová – předsedkyně vlády a ministryně obrany Slovenska
- Mikuláš Dzurinda – ministr zahraničí a bývalý předseda vlády Slovenska
- Milan Čič – bývalý předseda vlády Slovenska v rámci ČSFR a předseda Ústavního soudu
- Milan Hort – místopředseda Národní rady Slovenska

## Světové politické reprezentace

### Hlavy států
- Traian Băsescu – prezident Rumunska
- Andris Bērziņš – prezident Lotyšska
- Heinz Fischer – spolkový prezident Rakouska
- Ivan Gašparovič – prezident Slovenska
- Dalia Grybauskaitė – prezidentka Litvy
- Tarja Halonenová – prezidentka Finska
- Ďorge Ivanov – prezident Makedonie
- Atifete Jahjagová – prezidentka Kosova
- Ivo Josipović – prezident Chorvatska
- Jindřich I. Lucemburský – velkovévoda Lucemburska
- Michail Saakašvili – prezident Gruzie
- Nicolas Sarkozy – prezident Francie
- Pál Schmitt – prezident Maďarska
- Danilo Türk – prezident Slovinska
- Filip Vujanović – prezident Černé Hory
- Christian Wulff – spolkový prezident Německa[4][5]

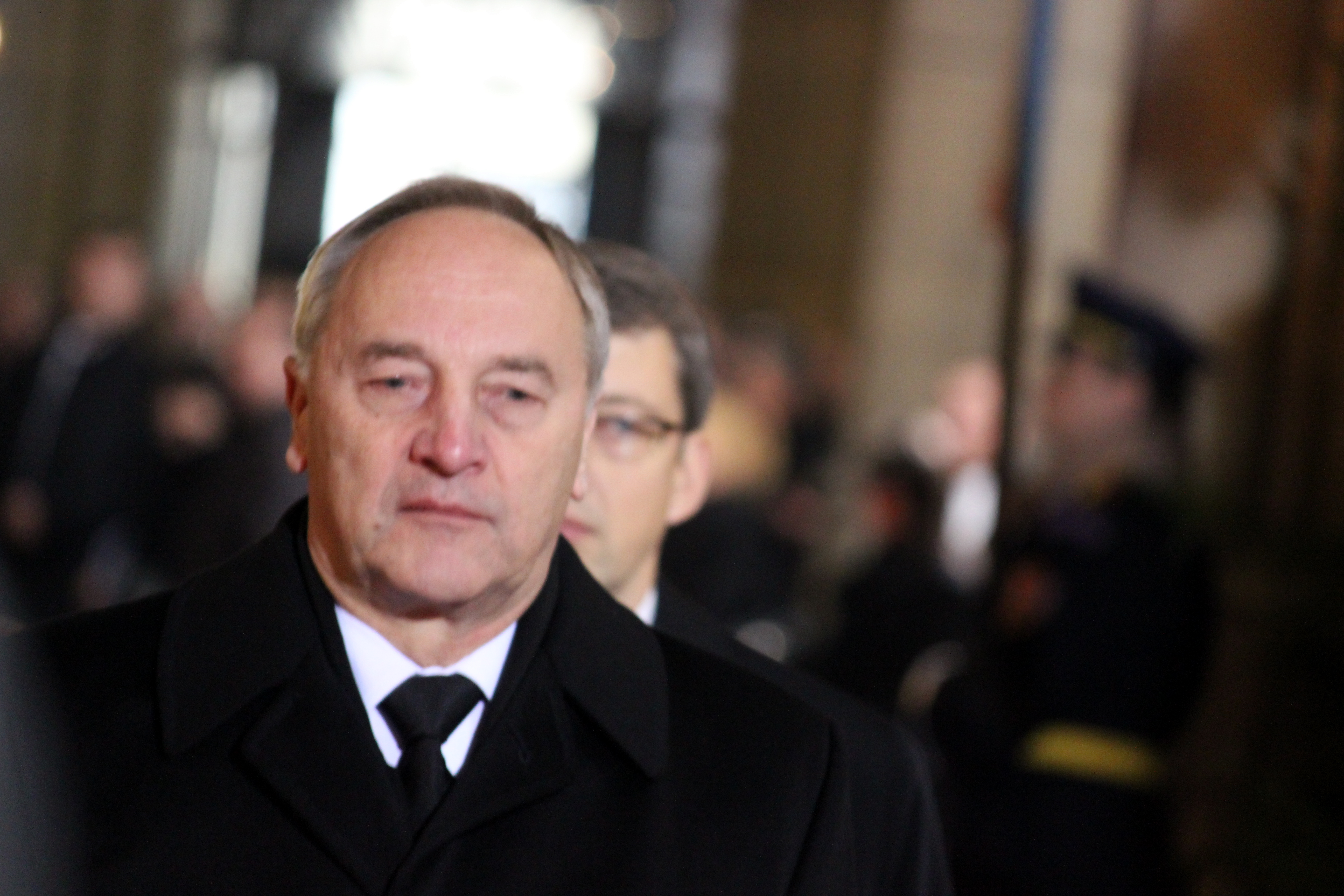
Andris Bērziņš
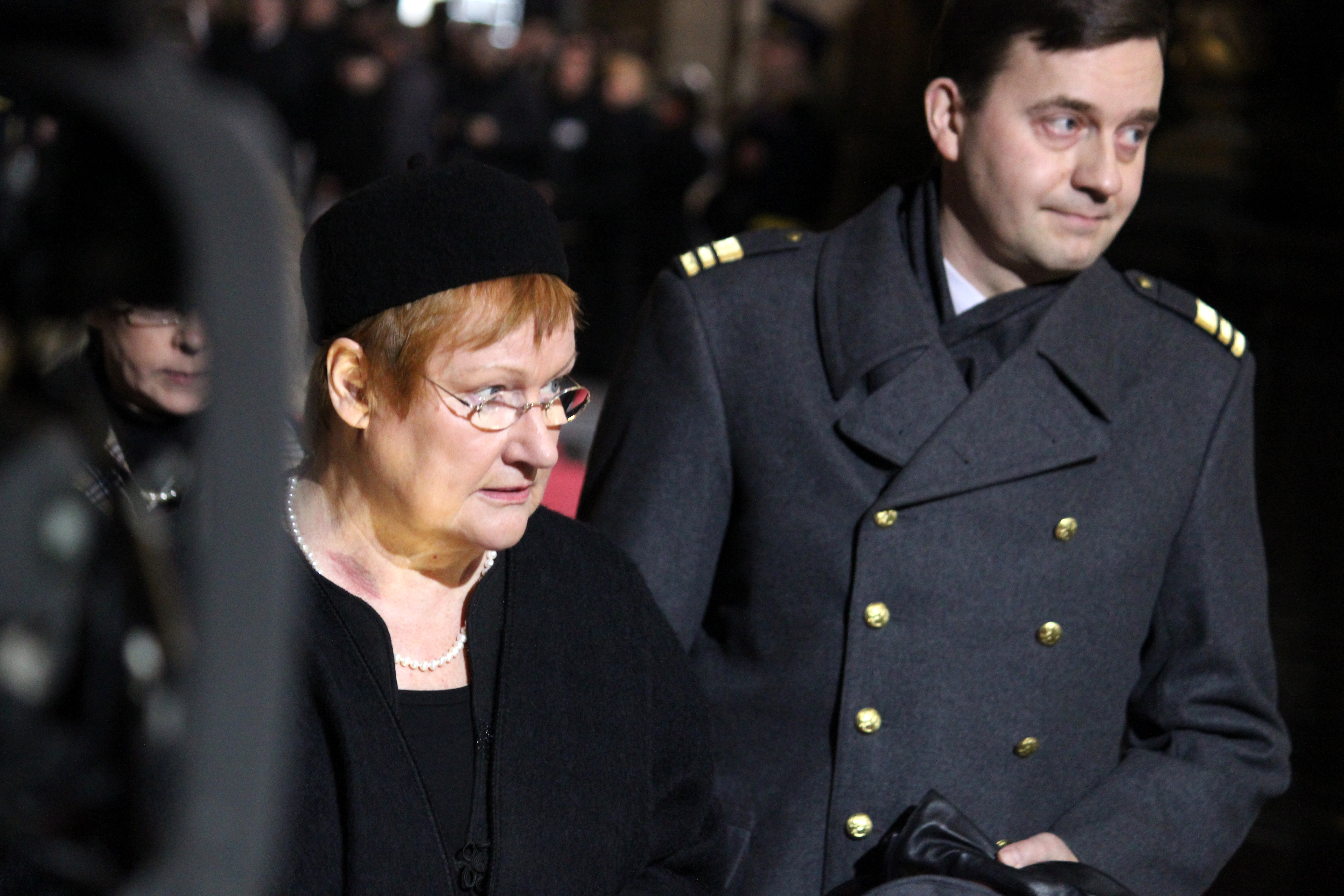
Tarja Halonenová
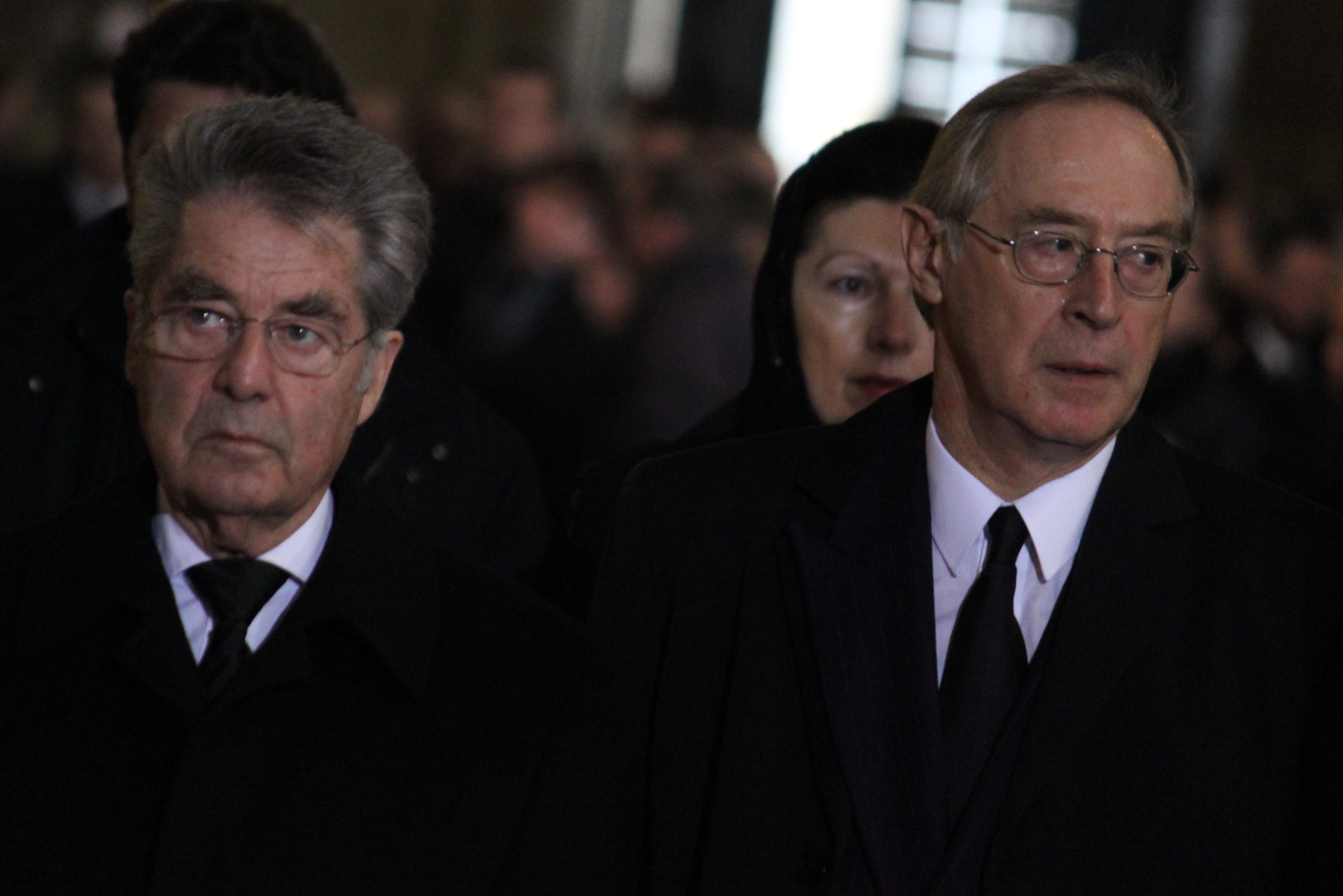
Heinz Fischer (vlevo)

### Bývalé hlavy států
- Ugo Misfud Bonnici – bývalý prezident Malty
- Bill Clinton – 42. prezident USA
- Emil Constantinescu – bývalý prezident Rumunska
- Milan Kučan – bývalý prezident Slovinska
- Aleksander Kwaśniewski – bývalý prezident Polska
- Petru Lucinschi – bývalý prezident Moldavska
- Stjepan Mesić – bývalý prezident a premiér Chorvatska
- Mary Robinsonová – bývalá prezidentka Irska
- Petar Stojanov – bývalý prezident Bulharska
- Vaira Vīķe-Freibergová – bývalá prezidentka Lotyšska
- Lech Wałęsa – bývalý prezident Polska
- Želju Želev – bývalý prezident Bulharska

### Další politici
- Madeleine Albrightová – bývalá ministryně zahraničních věcí USA
- Dag Terje Andersen – předseda Parlamentu Norska
- Jean Asselborn – místopředseda vlády a ministr zahraničních věcí Lucemburska
- Giorgi Baramidze – ministr pro Evropu Gruzie
- José Manuel Barroso – předseda Evropské komise
- Sali Beriša – předseda vlády Albánie
- Carl Bildt – ministr zahraničních věcí Švédska
- Bogdan Borusewicz – maršálek Senátu Polska
- Jerzy Buzek – předseda Evropského parlamentu
- David Cameron – premiér Spojeného království
- Hillary Clintonová – ministryně zahraničních věcí USA
- Giovanni Coppa – kardinál, zvláštní vyslanec Svatého stolce
- Norman L. Eisen – americký velvyslanec v České republice
- Gianfranco Fini – předseda Poslanecké sněmovny Parlamentu Itálie
- Pío García-Escudero – předseda Senátu Španělska
- François Bayrou – kandidát na prezidenta Francie
- Kosťantyn Hryščenko – ministr zahraničí Ukrajiny
- Rjudži Jamane – náměstek ministra zahraničních věcí Japonska
- Ásta Ragnheiður Jóhannesdóttir – předsedkyně Parlamentu Islandu
- David Johnston – generální guvernér Kanady
- Vytautas Landsbergis – bývalý předseda Parlamentu Litvy
- Giuseppe Leanza – apoštolský nuncius v České republice
- Johannes Lobkowicz – zvláštní vyslanec Maltézského řádu
- Vladimir Lukin – ombudsman pro lidská práva a předseda paralympijského výboru Ruska
- John Major – bývalý premiér Spojeného království
- Tadeusz Mazowiecki – bývalý předseda vlády Polska
- Nikolaj Mladenov – ministr zahraničí Bulharska
- Josi Peled – ministr bez portfeje Izraele
- Phillippe – korunní princ, následník trůnu Belgie
- Paulo Portas – ministr zahraničí Portugalska
- Didier Reynders – ministr zahraničí Belgie
- Uri Rosenthal – ministr zahraničí Nizozemska
- Lobsang Tenzin – bývalý předseda vlády Ústřední tibetské správy, Samdhong Rinpočhe, zvláštní posel Jeho Svatosti Dalajlámy
- Villy Sovndal – ministr zahraničí Dánska
- Eduard Šarmazanov – místopředseda Národního shromáždění Arménie
- Hasan bin Talál – princ Jordánska
- Sarvath El Hassan – jordánská princezna
- Eveline Widmerová-Schlumpfová – viceprezidentka Švýcarska (a prezidentka v roce 2012)
- Willem-Alexander – princ oranžský, následník trůnu Nizozemska[4][5][6]

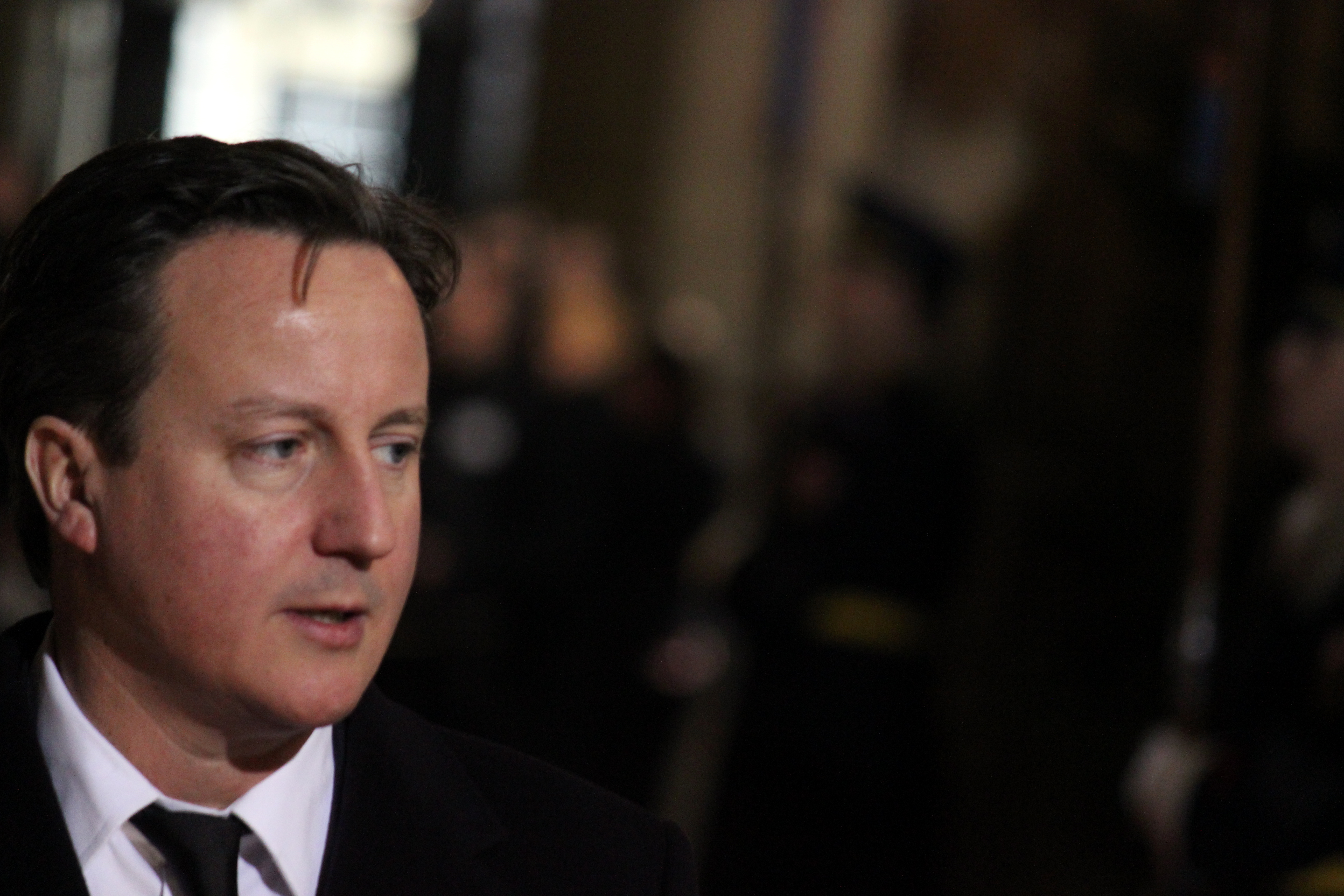
David Cameron
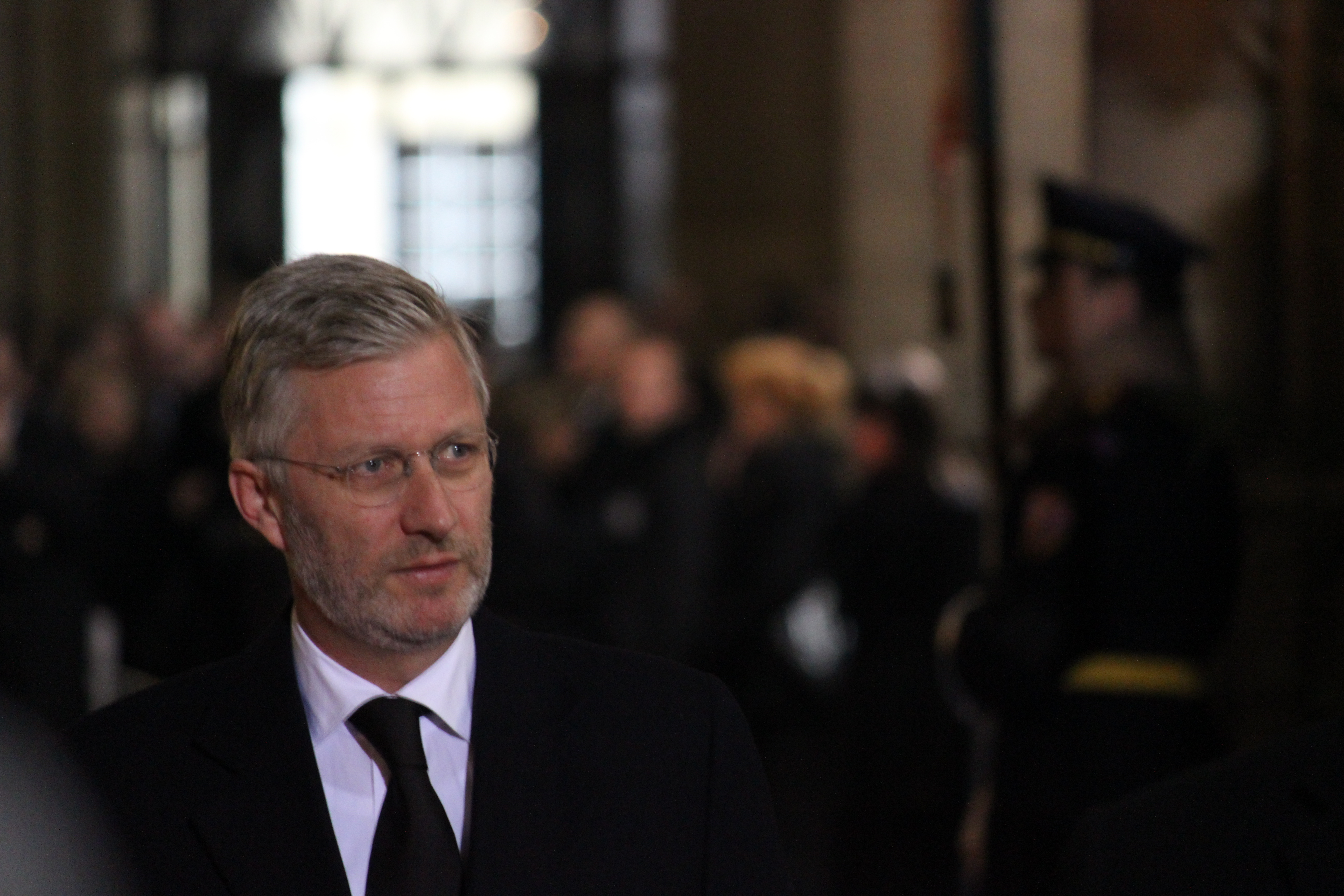
princ Phillippe
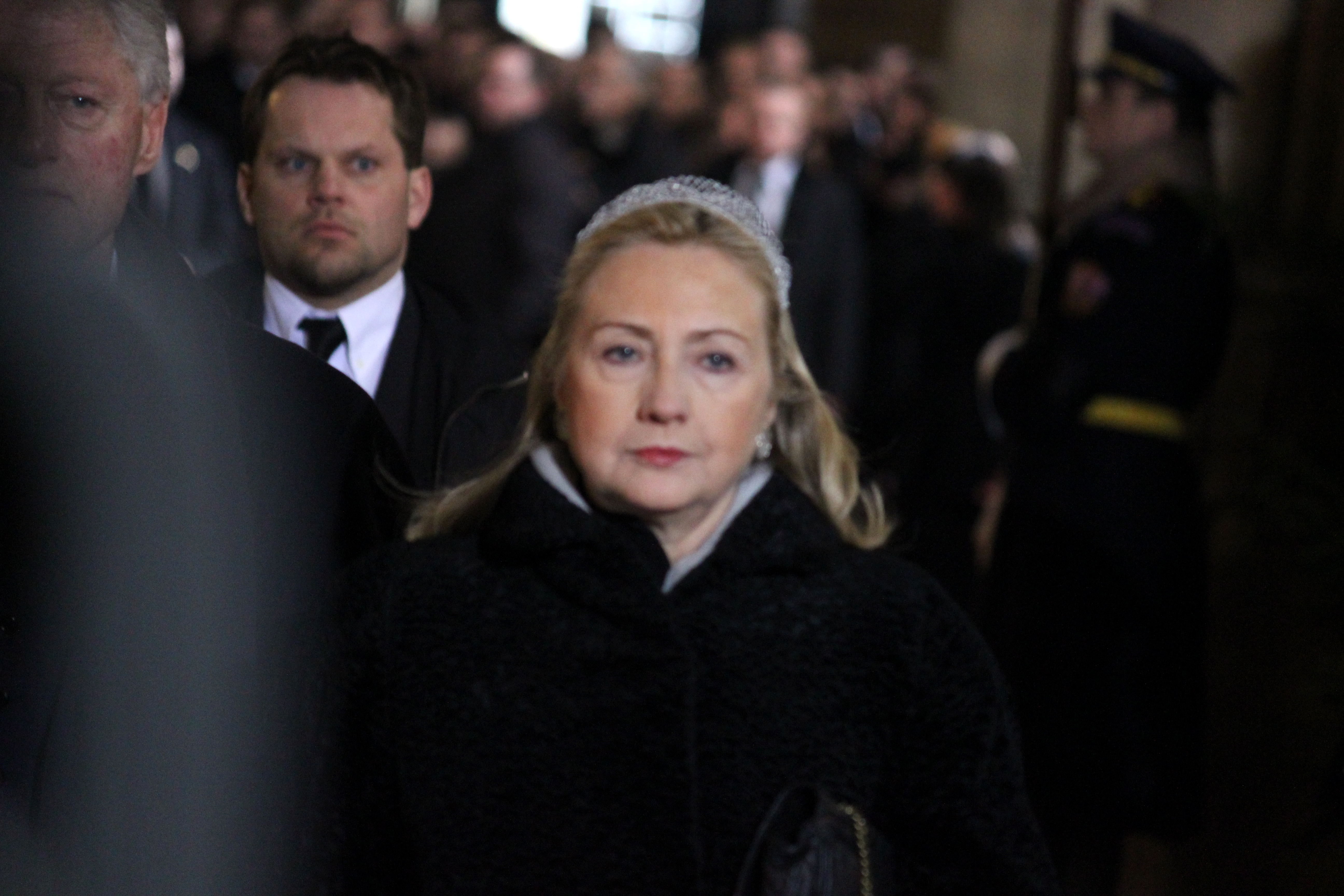
Hillary Clintonová
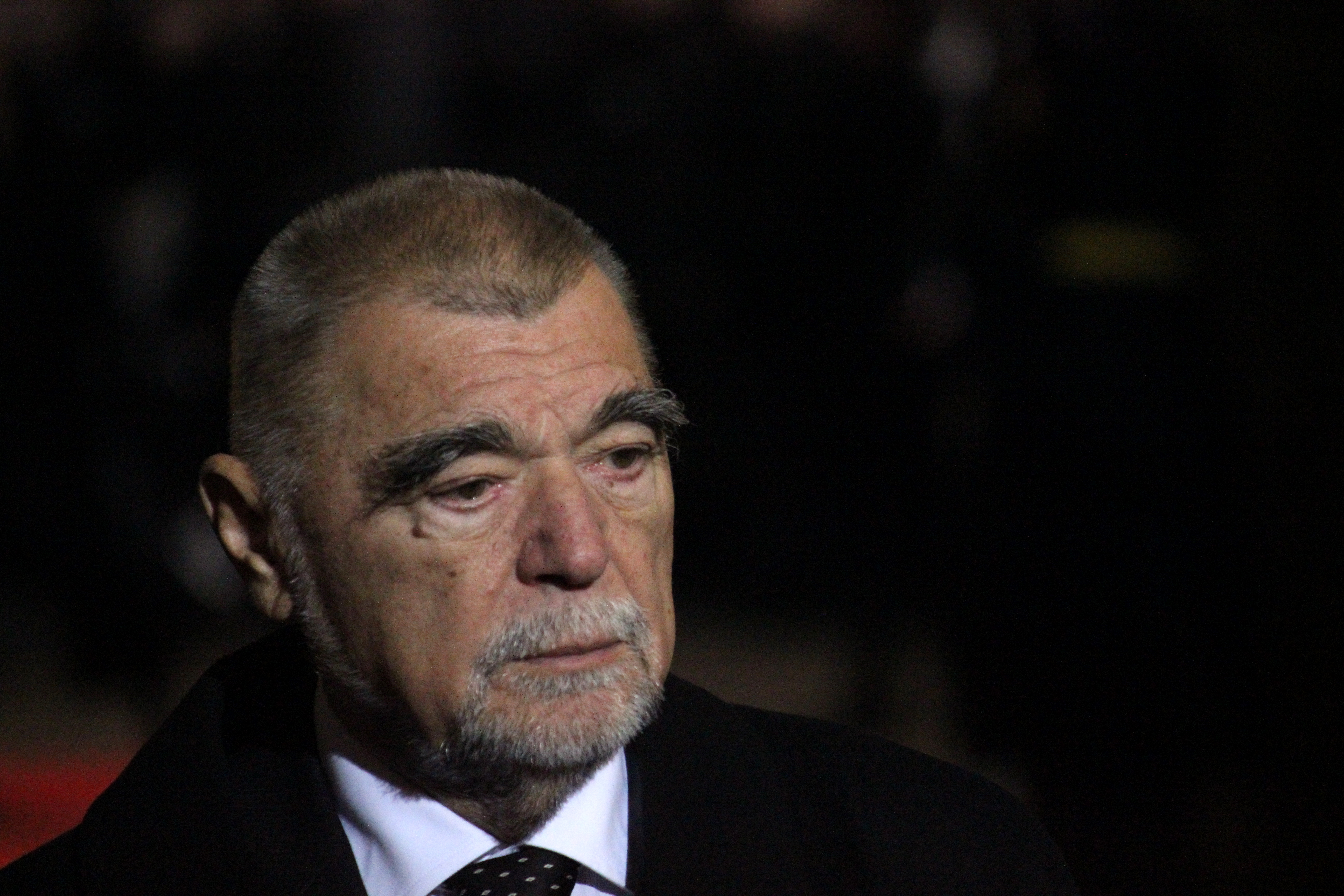
Stjepan Mesić
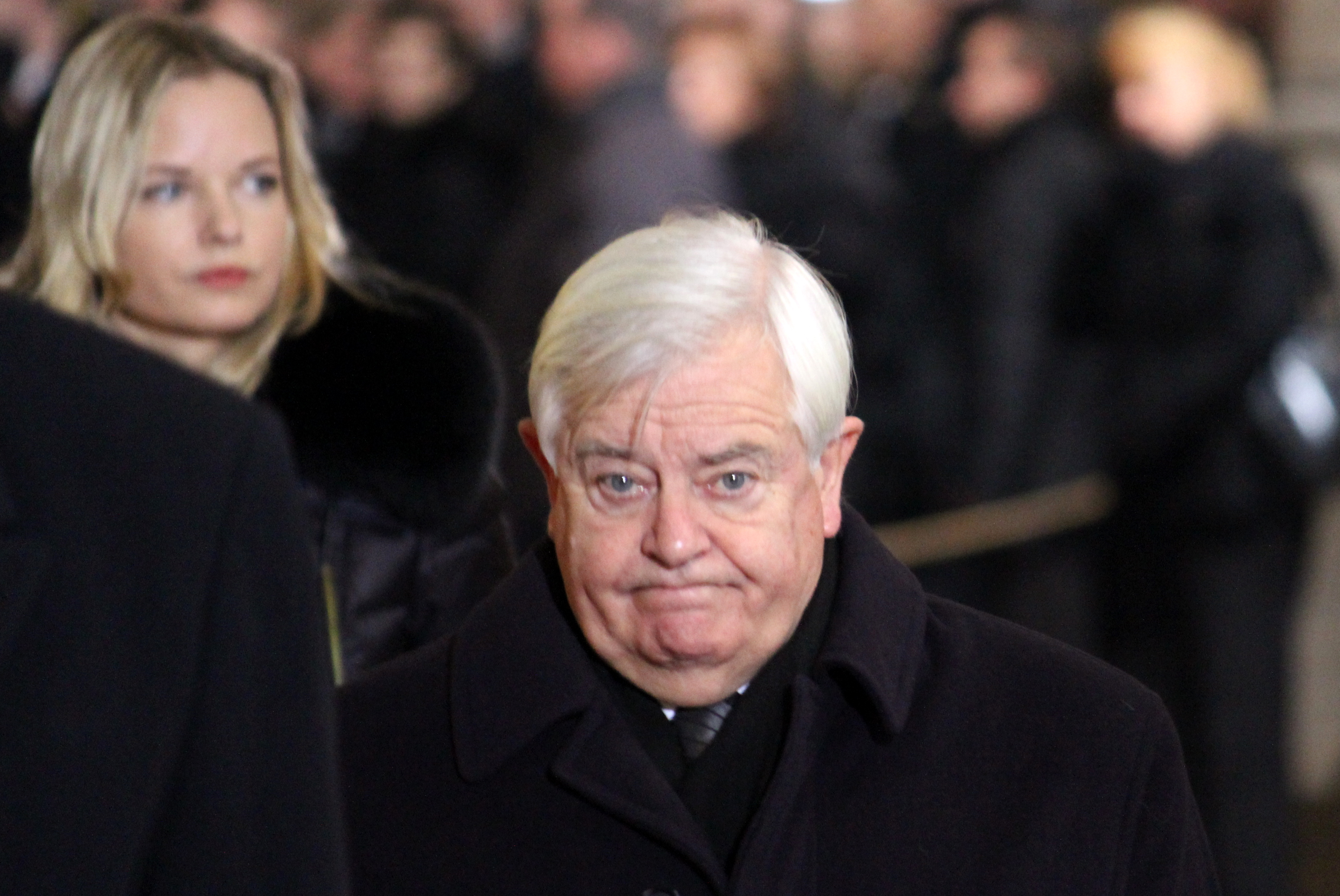
Kateřina Klasnová a Milan Kučan
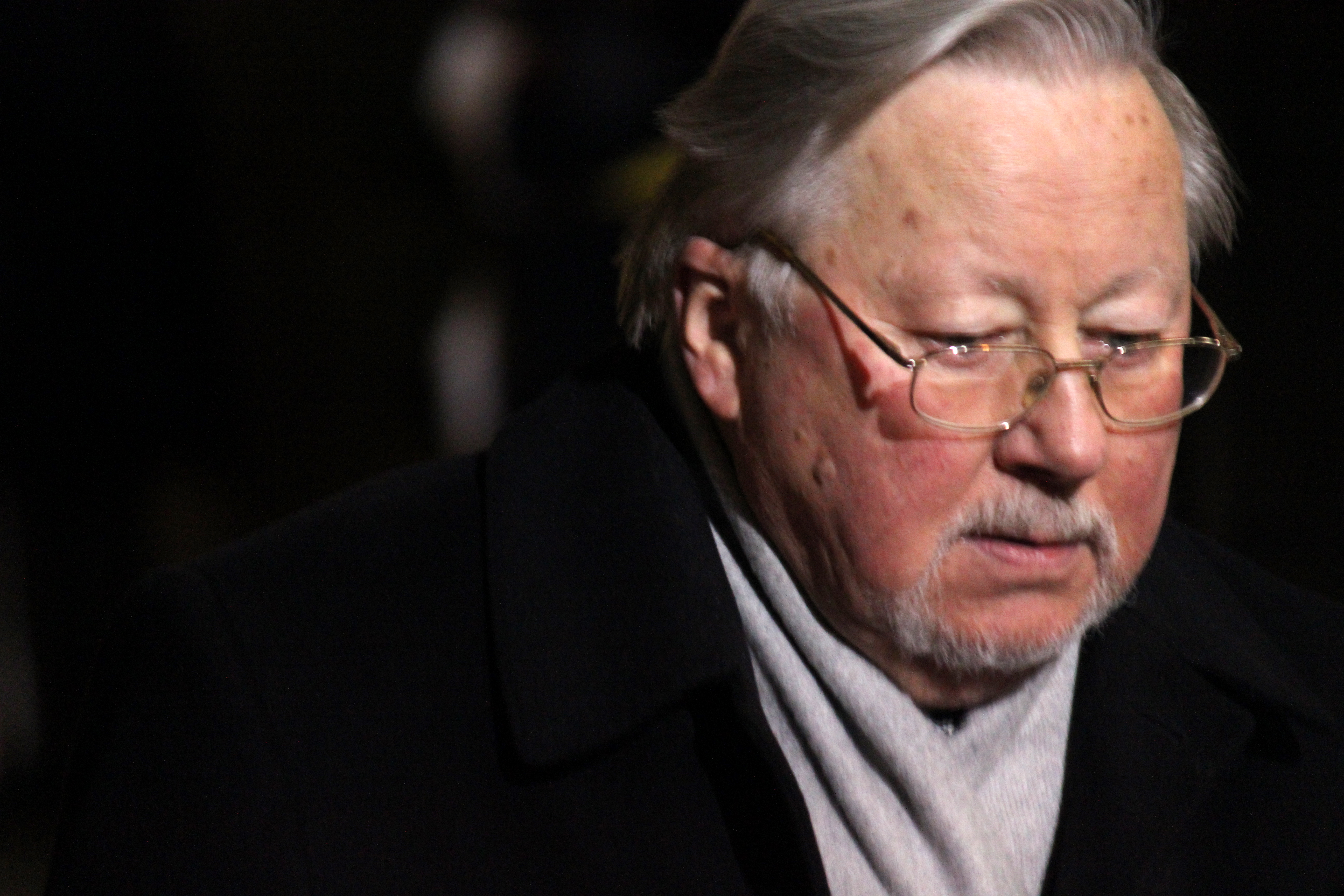
Vytautas Landsbergis
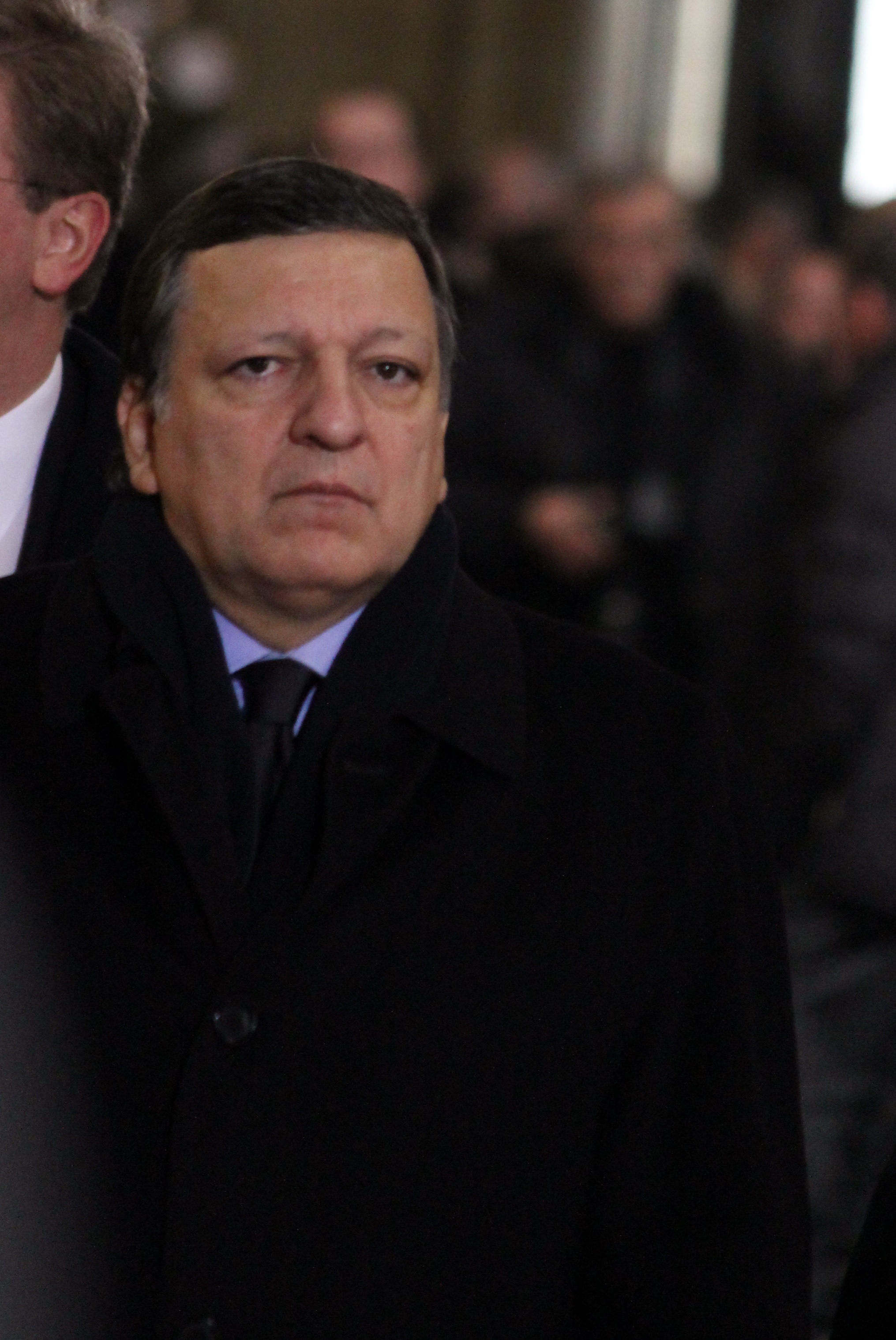
José Manuel Barroso
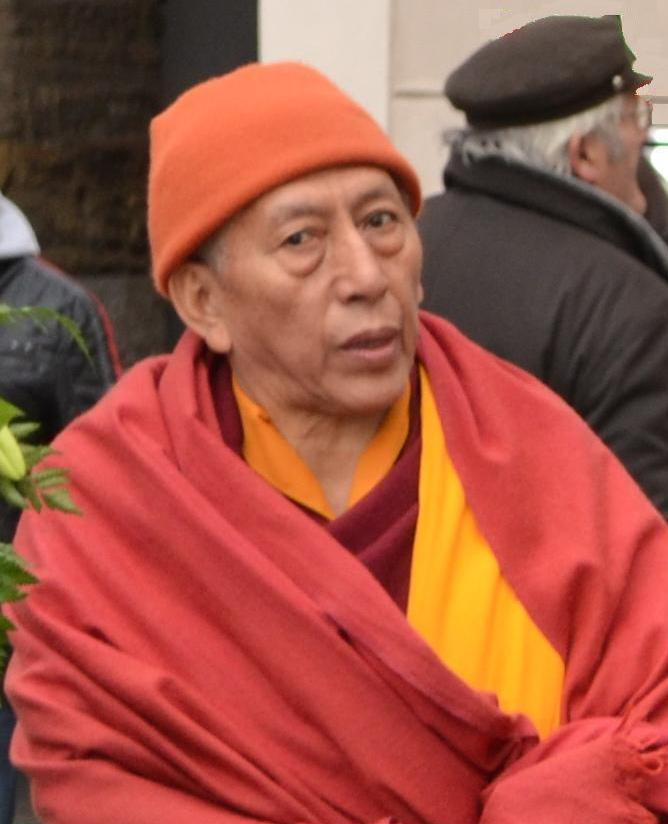
Lobsang Tenzin

## Další smuteční hosté
- Santiago Cabanas Ansorena – generální ředitel pro zahraniční politiku ministerstva zahraničí Španělska
- Claudio Bisogniero – zástupce generálního tajemníka NATO
- Alain Delon – francouzský herec
- Táňa Fischerová – herečka
- Vladimír Hanzel – český publicista, kritik, osobní tajemník prezidenta Havla
- Karel Hvížďala – spisovatel
- Margot Klestilová-Löfflerová – choť bývalého prezidenta Rakouska
- Pavel Kohout – spisovatel
- Ivan Král – americký hudebník českého původu
- Marta Kubišová – česká zpěvačka
- Pavel Landovský – český herec
- Josef Abrhám – český herec
- Ivo Mathé – bývalý vedoucí Kanceláře prezidenta ČR Václava Havla
- Olga Sommerová – česká filmová dokumentaristka
- Anna Šabatová – předsedkyně Českého helsinského výboru
- Ladislav Špaček – bývalý tiskový mluvčí prezidenta Havla
- Jan Švejnar – ekonom
- Suzanne Vega – americká zpěvačka[1]

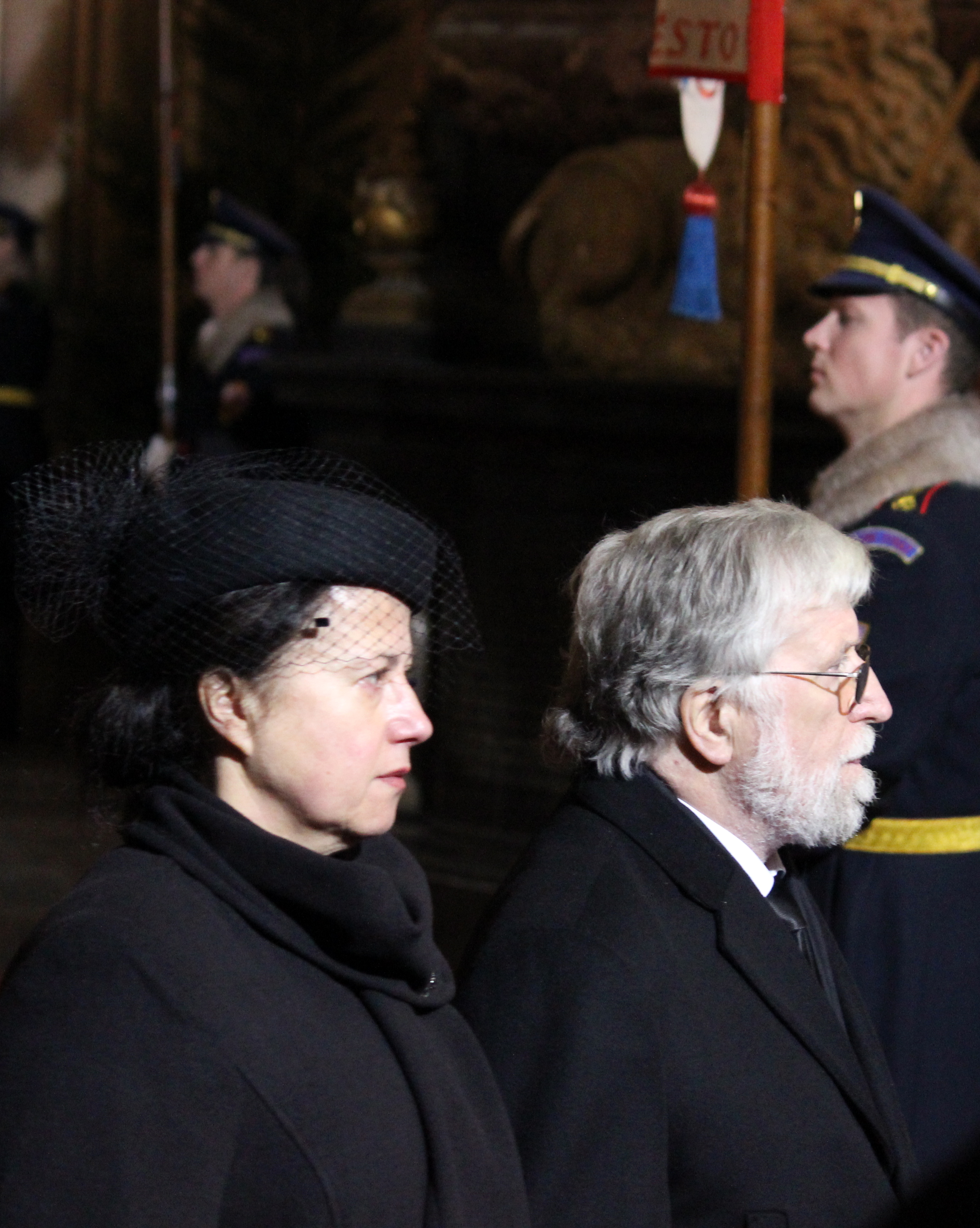
Dagmar Havlová a Ivan Havel
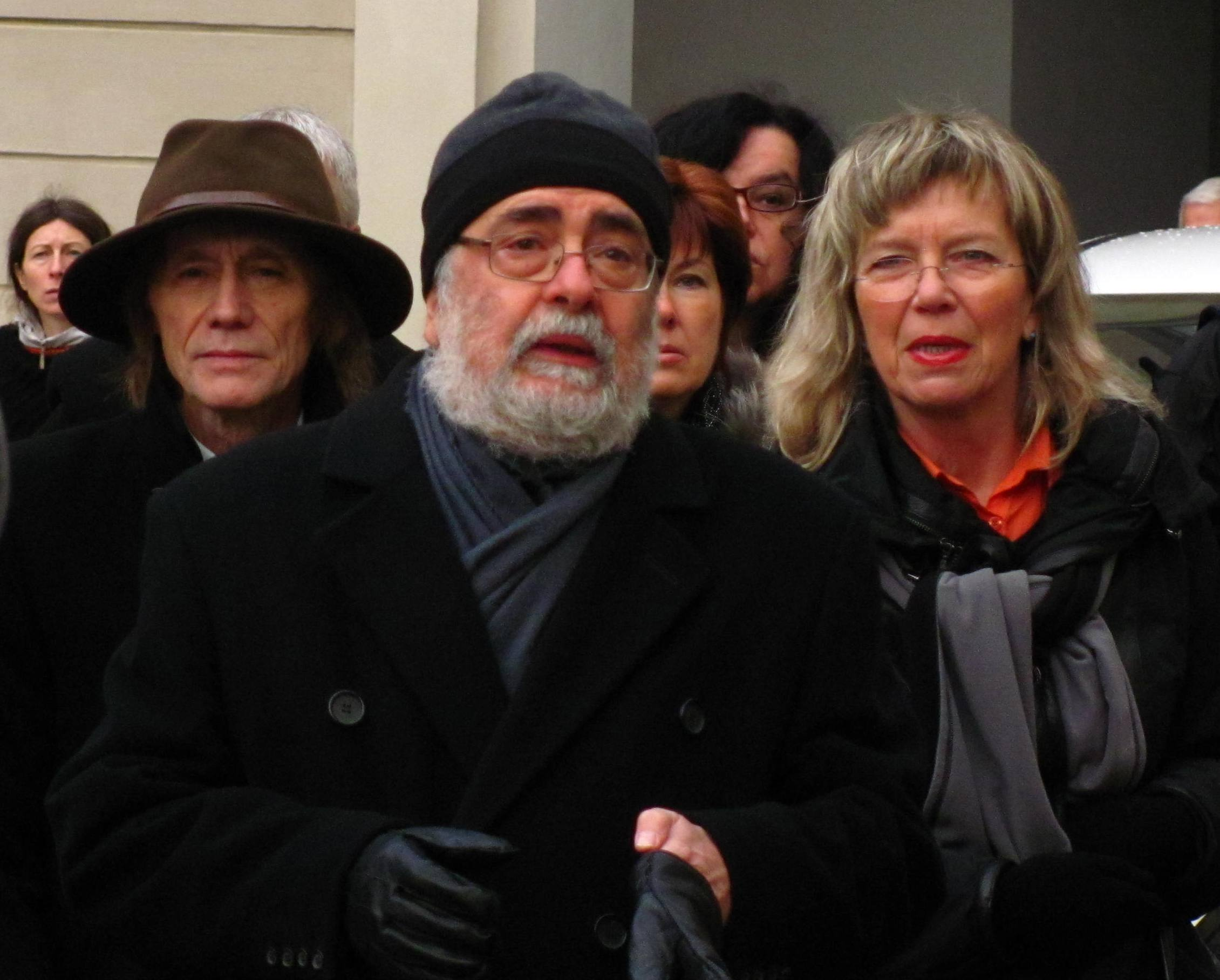
Ivan Král, Vladimír Hanzel a Jitka Severová
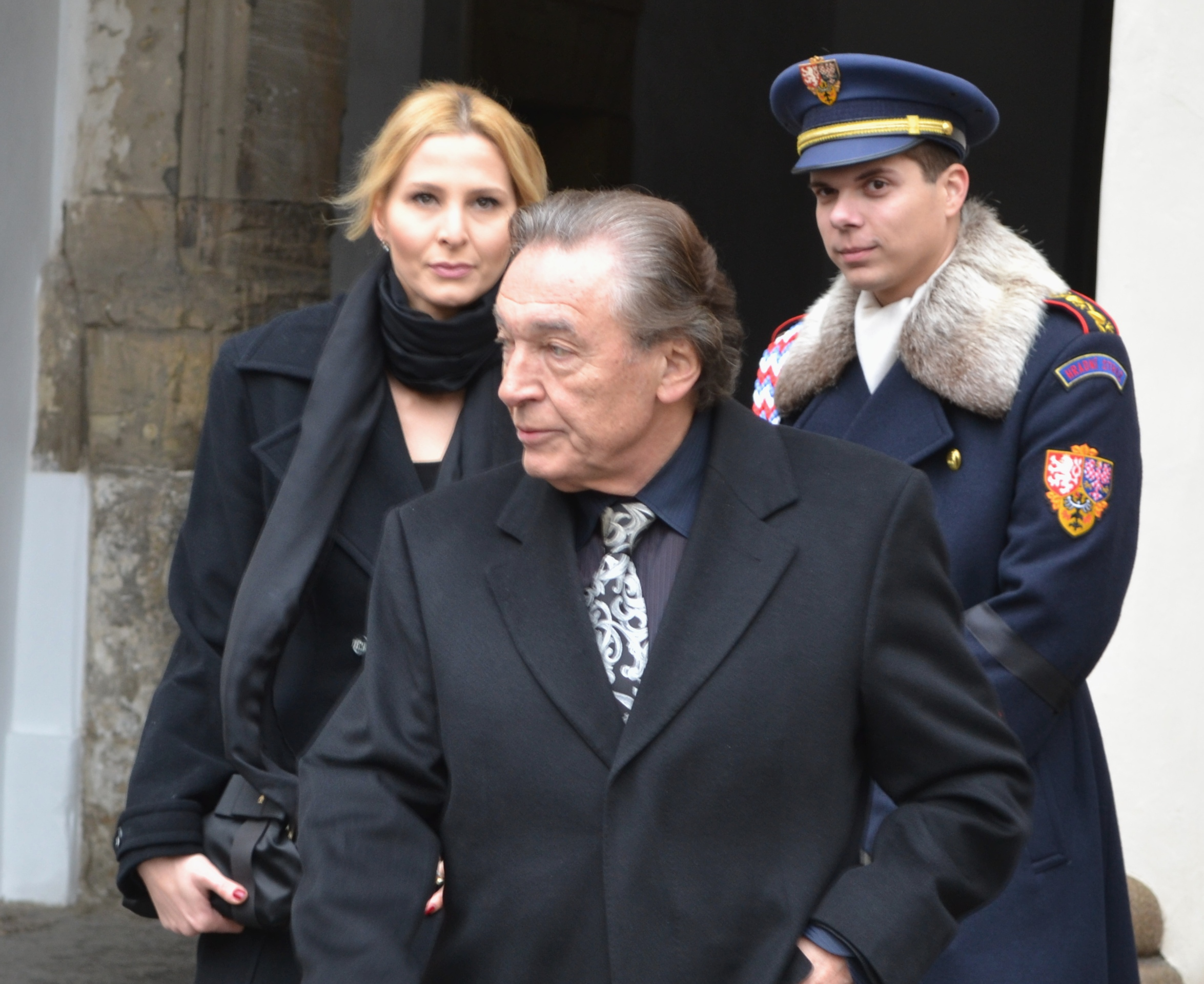
Karel Gott a Ivana Gottová
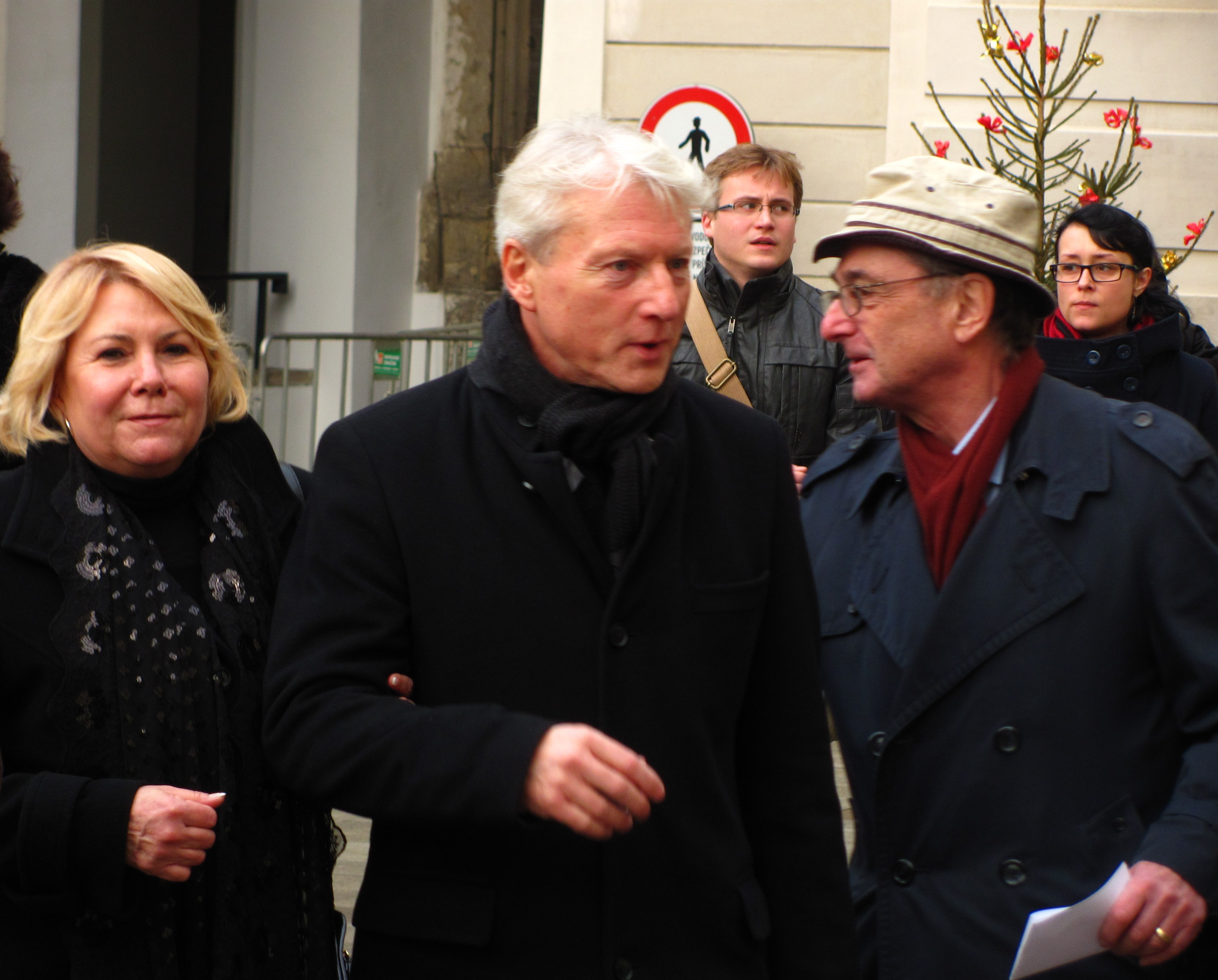
Ladislav Špaček (ve středu)
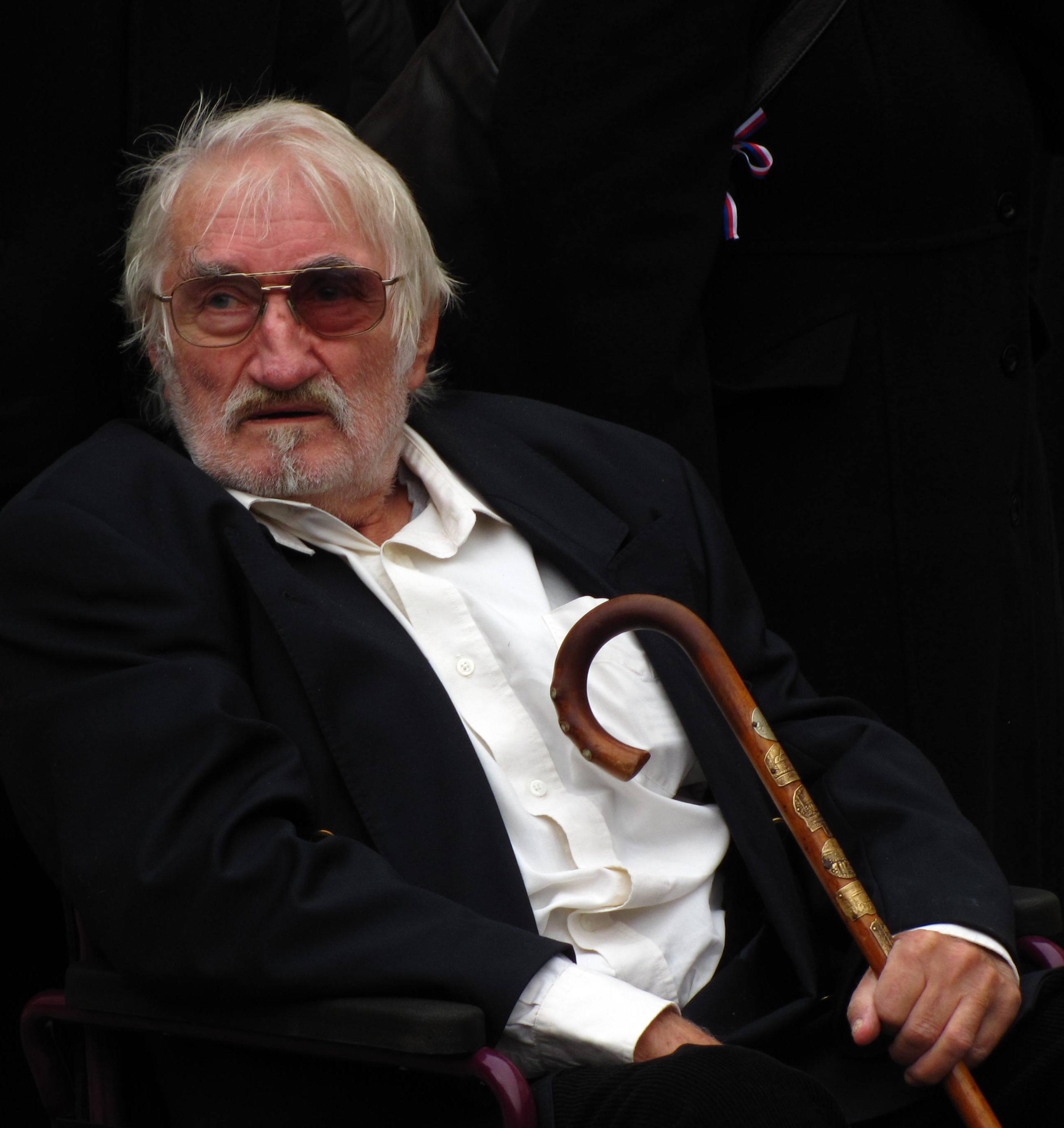
Pavel Landovský
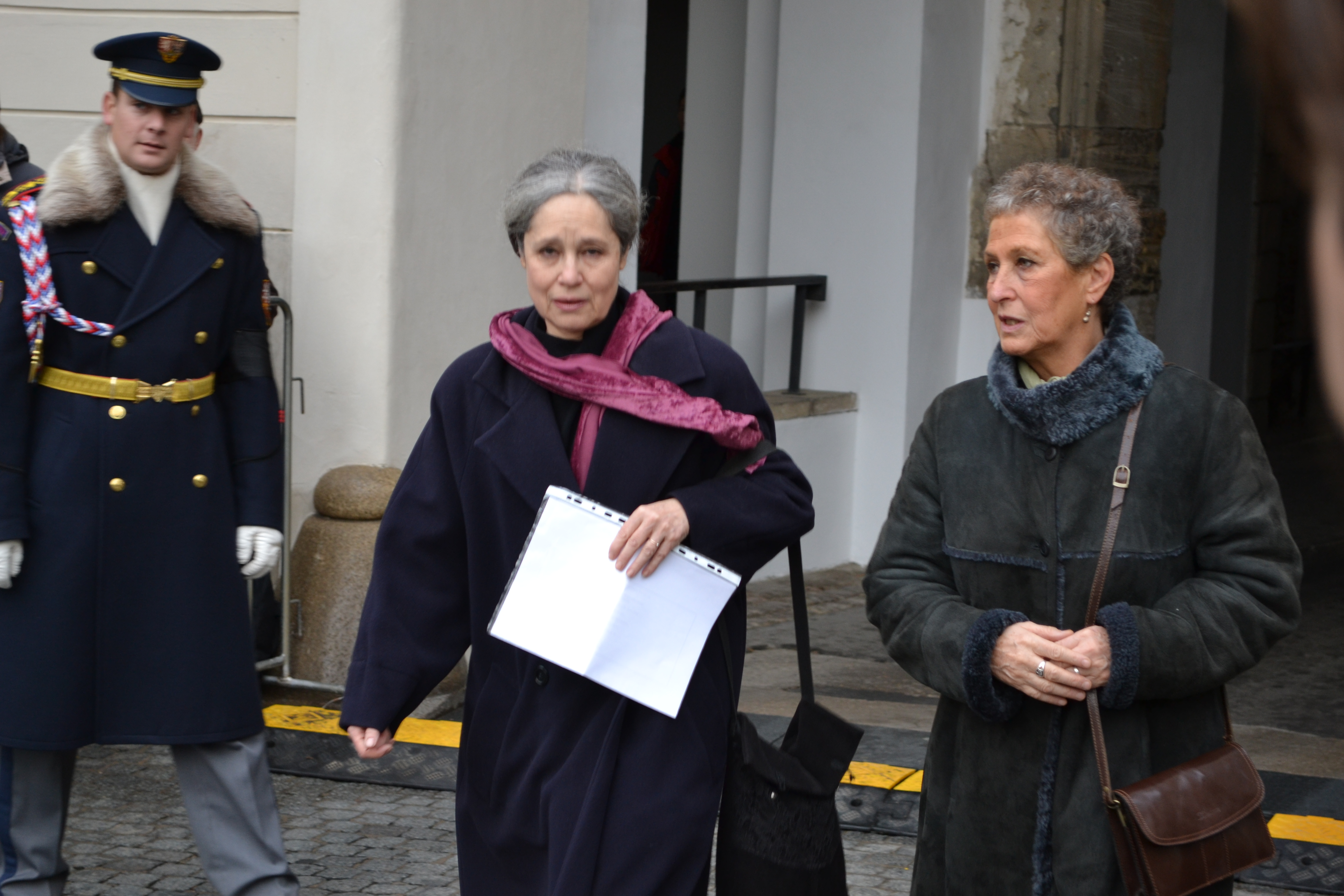
Táňa Fischerová (vlevo)
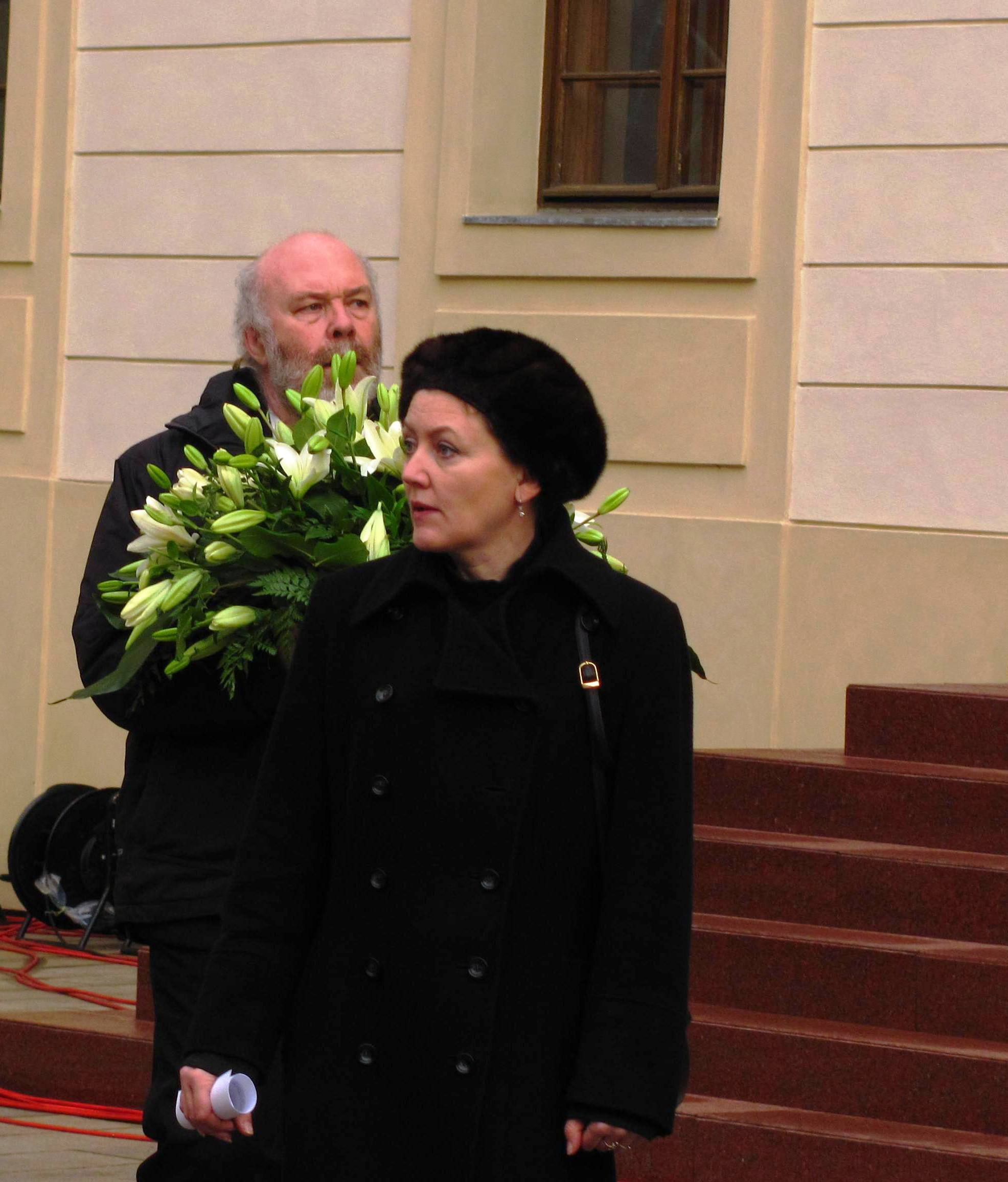
Suzanne Vega
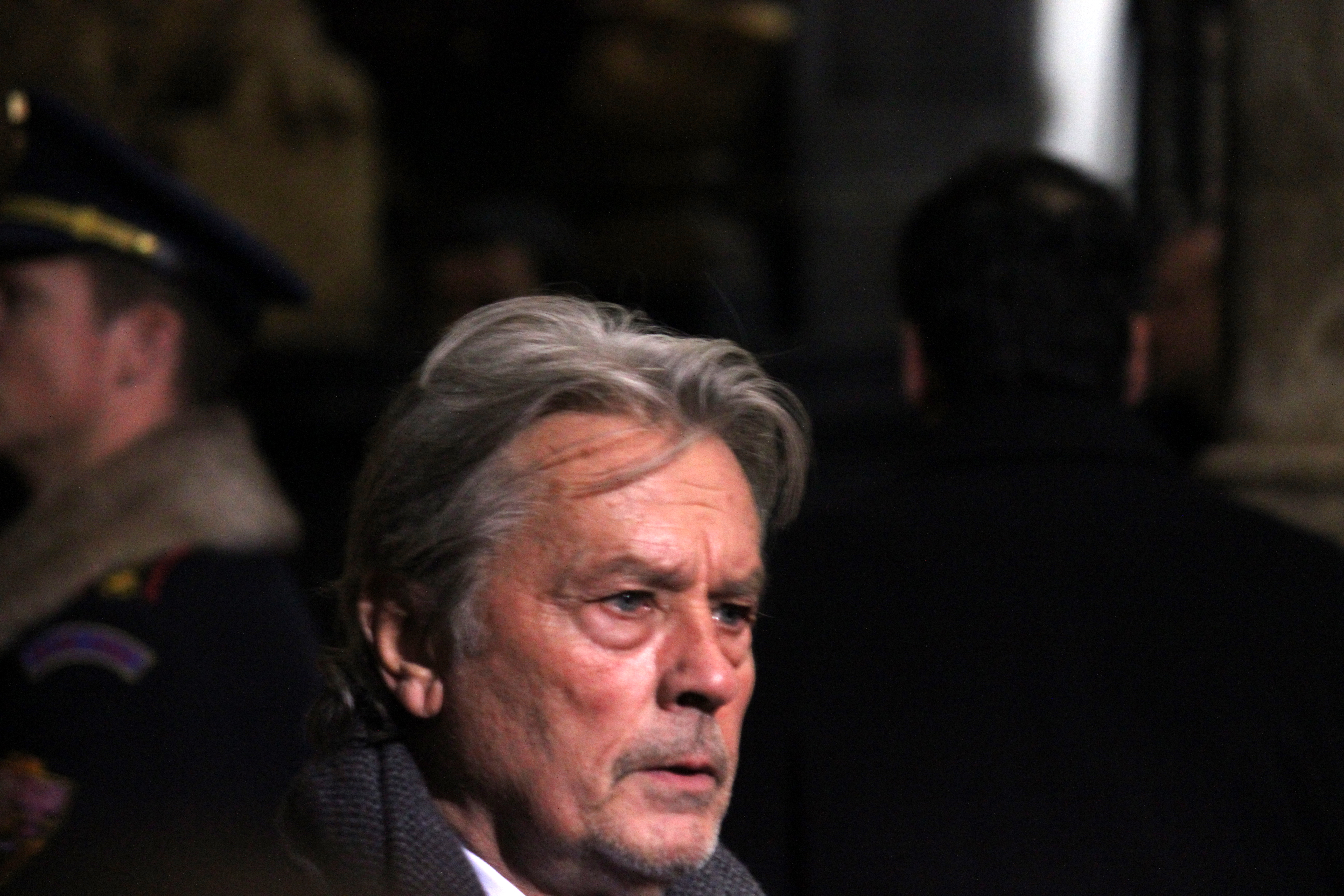
Alain Delon